# Langues à Jersey
 (novembre 2015).
Si vous disposez d'ouvrages ou d'articles de référence ou si vous connaissez des sites web de qualité traitant du thème abordé ici, merci de compléter l'article en donnant les références utiles à sa vérifiabilité et en les liant à la section « Notes et références ».

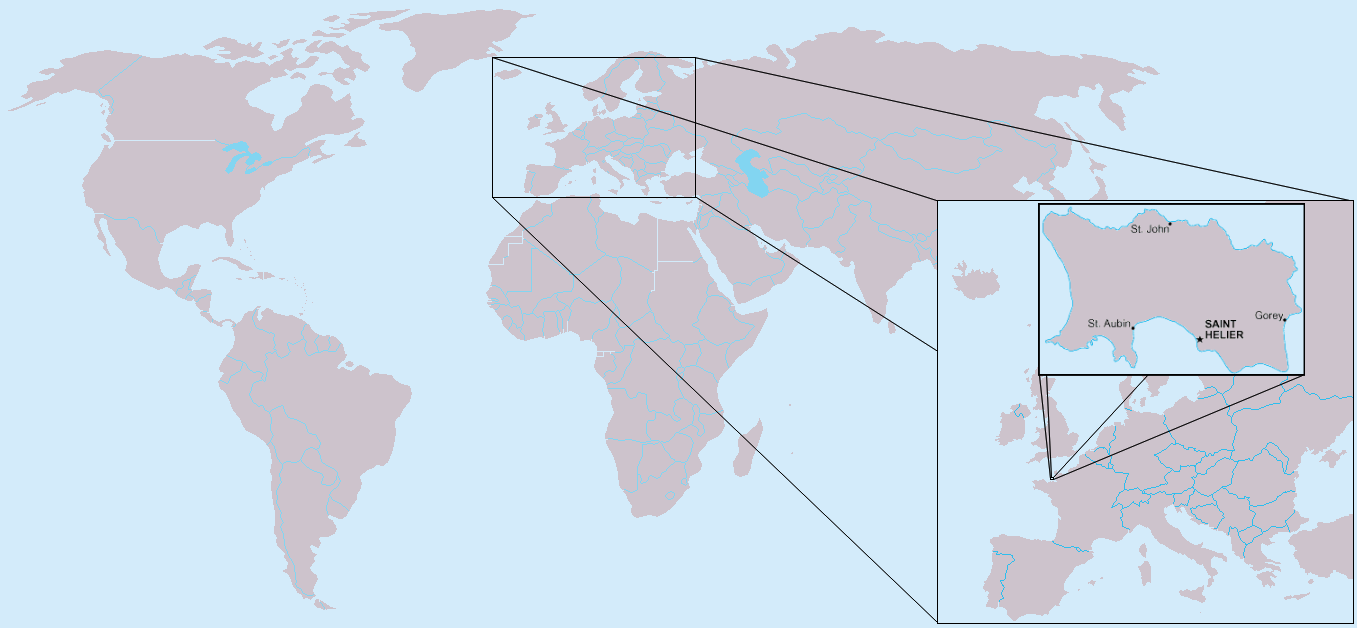
L’île de Jersey, proche des côtes normandes de la France.

Le bailliage de Jersey, une des dépendances de la Couronne britannique située dans les Îles Anglo-Normandes au large de la côte française de Normandie, possède trois langues officielles : l’anglais, le français et depuis 2019 le jèrriais (ou jersiais). 
Le jèrriais, dérivé de l’ancien normand, a longtemps été la langue majoritaire de ce bailliage, mais a vu son usage péricliter au fil du dernier siècle, tout comme le français à partir de la Seconde Guerre mondiale.

## Anglais
L’île dépendant de la monarchie britannique, l’anglais y occupe une place particulière. C’est devenu la langue la plus utilisée, en plus d’être l’une des trois langues officielles.
Dans les États de Jersey, l’emploi de l’anglais est autorisé dans les débats depuis le 2 février 1900.
La plupart des panneaux sont écrits en anglais et comportent parfois une traduction en français ou en jersiais. Il y a environ 87 000 habitants à Jersey, dont 20 % d’origine britannique, pour lesquels l'anglais est la langue maternelle. La majorité de la population d’origine normande parle désormais également l’anglais. En combinant toutes les données démographiques, on constate que l’anglais est parlé par 94,6% de la population de Jersey.

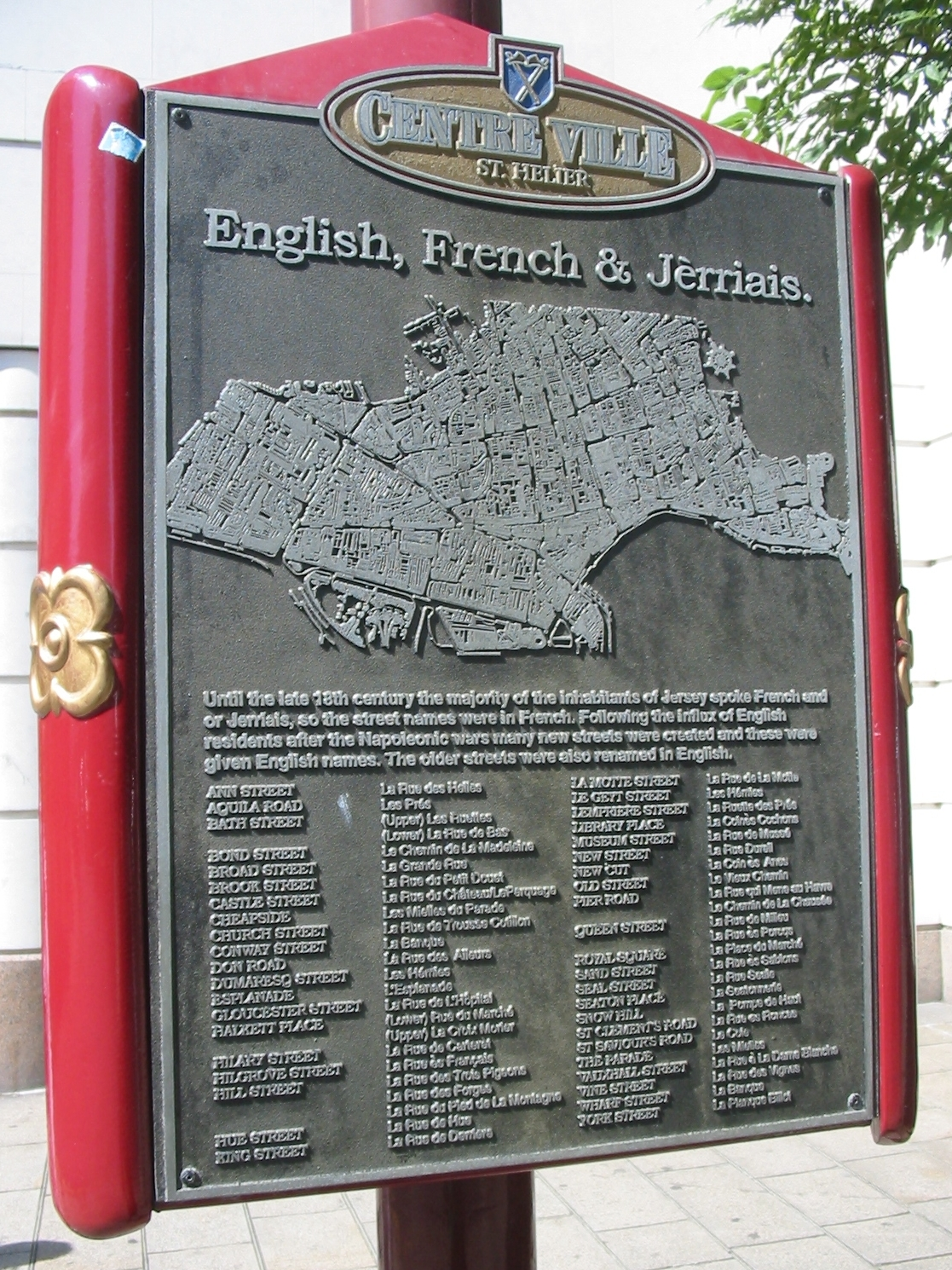
Panneau détaillant l’histoire des noms de rues de Saint-Hélier en anglais, français et jersiais
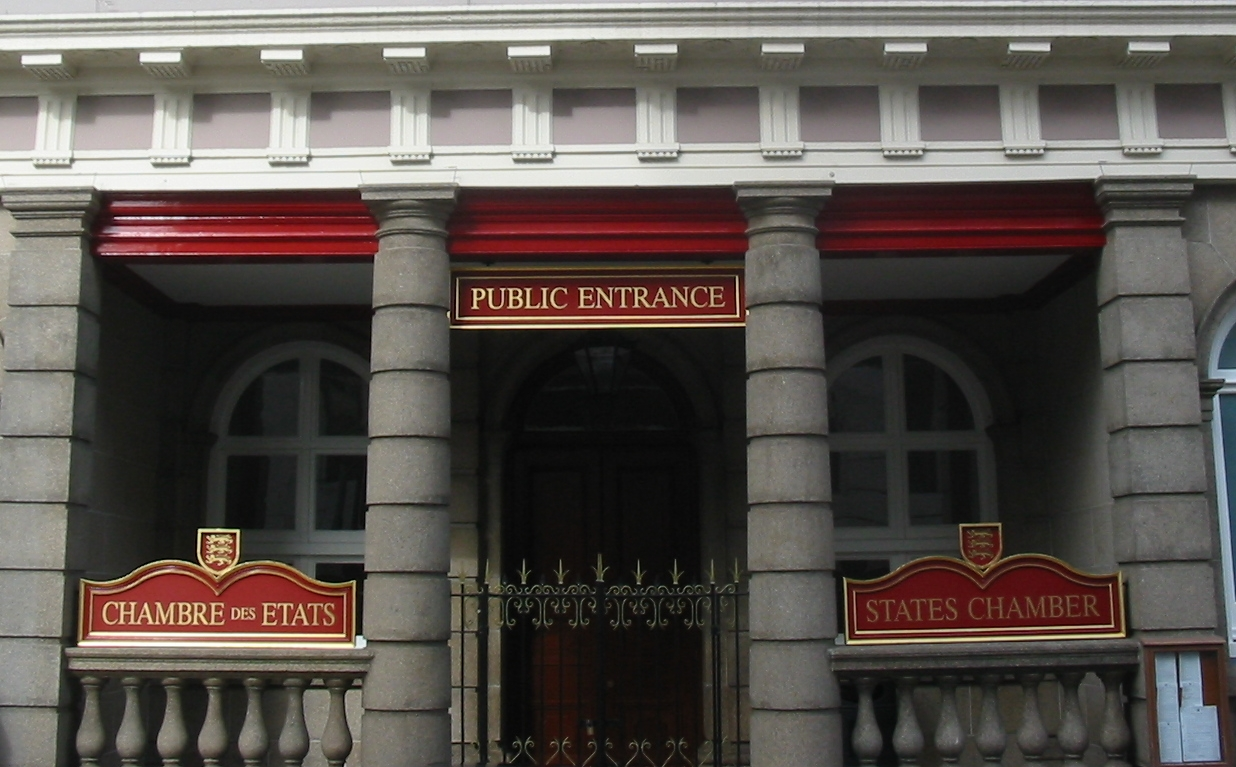
Devanture de la Chambre des États de Jersey, affichant une signalétique bilingue français- anglais

## Français
Le français de Jersey est la variante officielle du français, employée en matière d’administration. Les États de Jersey font partie de l’Assemblée parlementaire de la Francophonie. Au sein du parlement, le français est de nos jours principalement utilisé pour les prières, les cérémonies et autres formalités.
En raison de la proximité avec la côte française, il y a eu durant plusieurs siècles une communauté de francophones à Jersey. Bien que le français soit toujours une langue officielle, cette communauté s’est considérablement rétrécie. L’hymne national, Ma Normandie, est en français. Au cours de l’histoire, plusieurs réfugiés politiques français tels que Victor Hugo sont également venus grossir les rangs des locuteurs français autochtones. 
Le dernier quotidien français de Jersey, Les Chroniques de Jersey, a cessé de paraître en 1959. Le Rocher est depuis mai 2016, l'unique journal en langue française de Jersey. Il est réalisé par la Maison de la Normandie et de la Manche et est publié chaque trimestre dans le Jersey Evening Post.

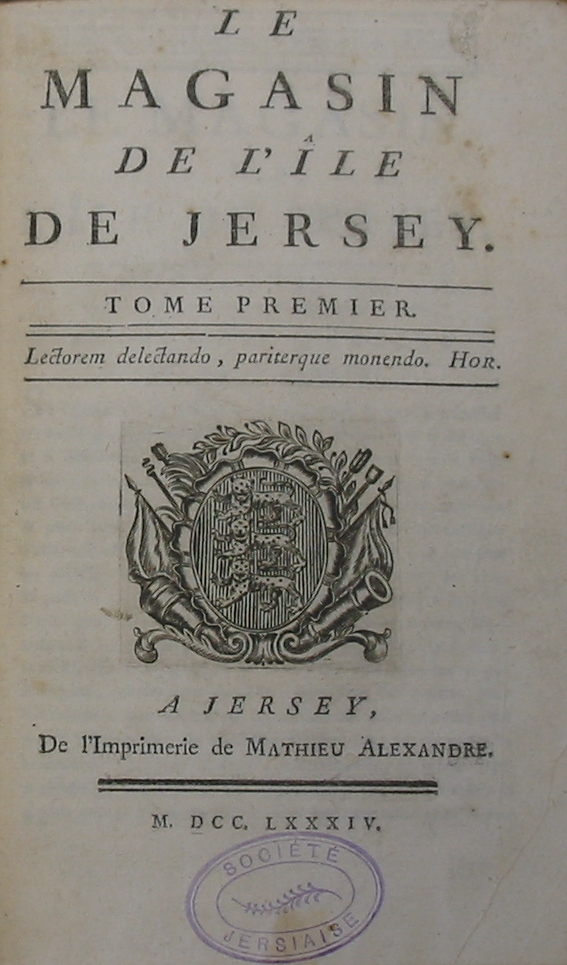
Premier journal publié à Jersey, 1784
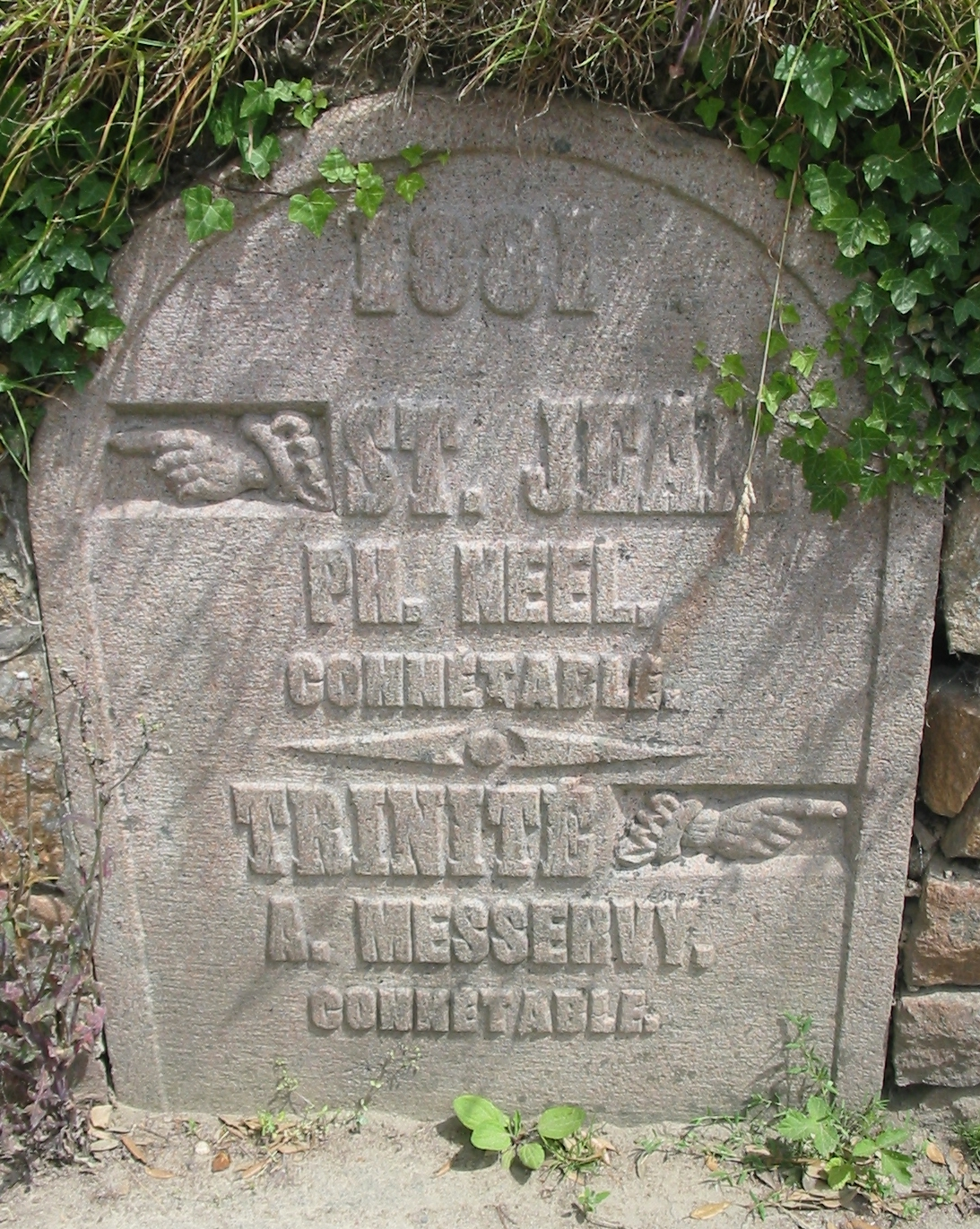
Borne aux inscriptions rédigées en français, 1881
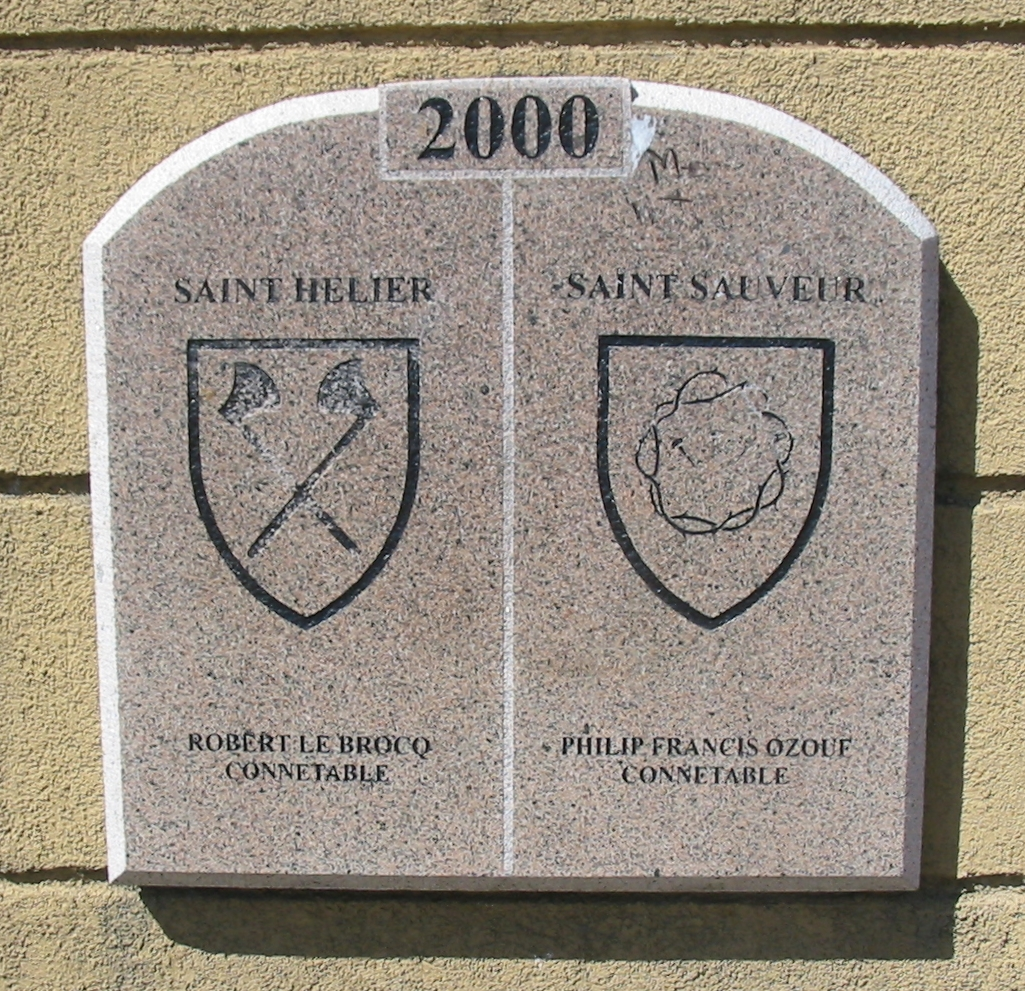
Borne aux inscriptions rédigées en français, 2000
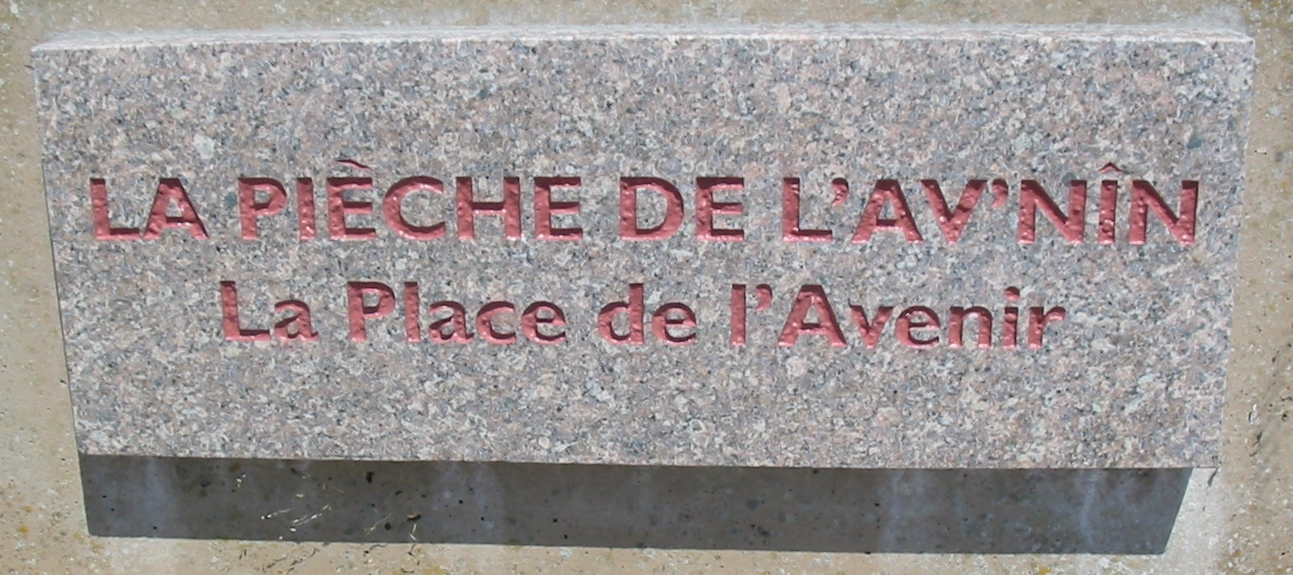
Gravure en jersiais et en français
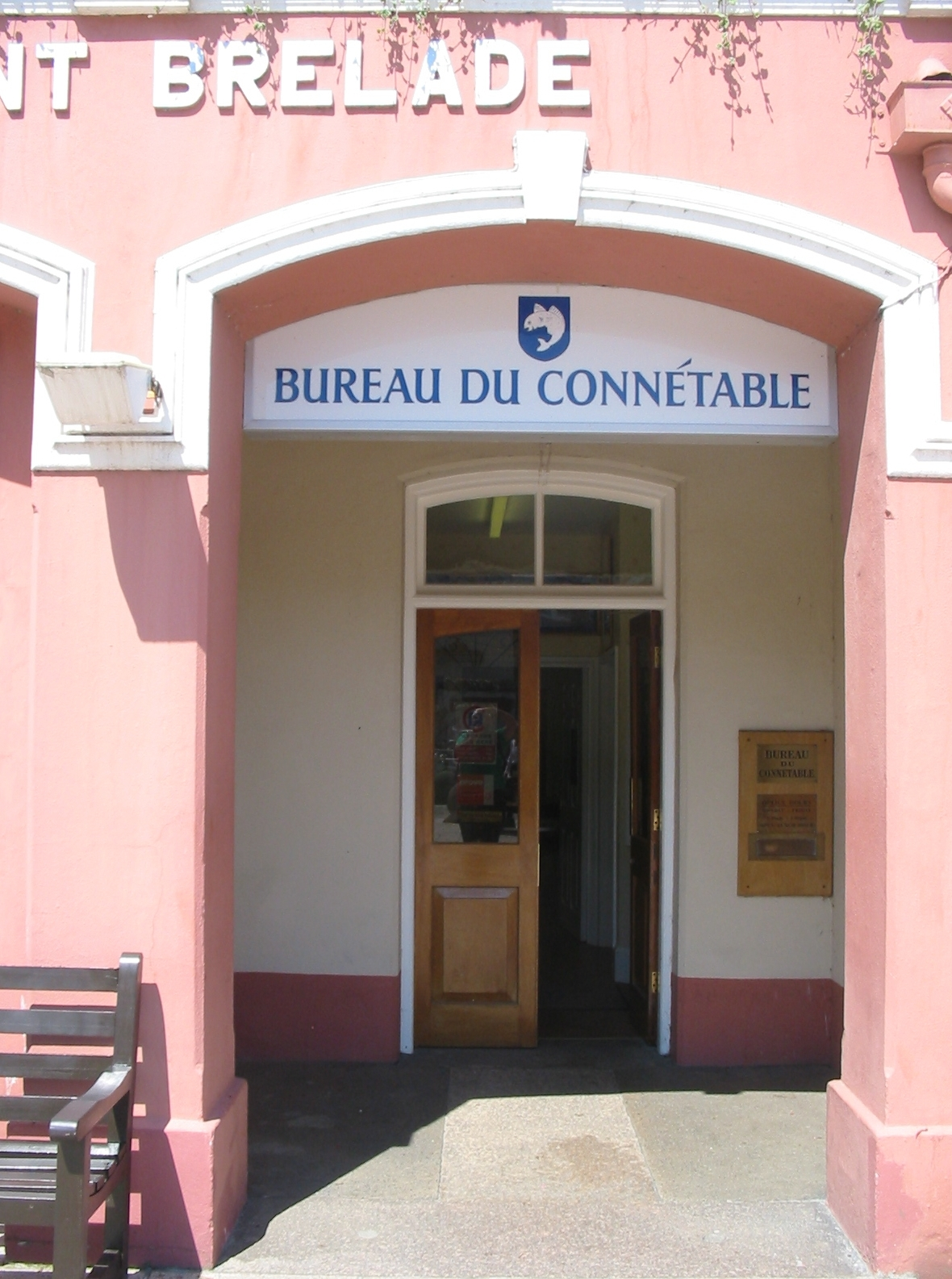
Bureau du Connétable

## Jèrriais
Le jèrriais, parfois appelé « français de Jersey » ou encore « normand de Jersey » est une variante du normand. 
Il est devenu langue officielle en  2019 pour consolider l'identité culturelle des États de Jersey et  utilisé pour la signalisation et les en-têtes de lettres officielles.
Cette langue a longtemps été la langue majoritaire du bailliage de Jersey. Toutefois, elle n’est à présent parlée que par environ 2 600 des 87 000 habitants de l’île, alors qu’on recensait 5 720 pratiquants en 1989. 
En proportion, c’est dans les zones rurales du bailliage que le jersiais est principalement employé, bien que la capitale (Saint-Hélier) abrite le plus grand nombre de locuteurs. En 2006, on estimait qu’à peu près 200 enfants apprenaient cette langue à l’école. Qui plus est, le Jersey Evening Post publie des articles chaque semaine en jersiais. Par ailleurs, environ 15 % des habitants de l’île comprennent le jersiais.
Le sercquiais, un dérivé du jersiais parlé par des expatriés installés à Sercq, est également en voie d’extinction, puisque moins de vingt personnes le possèdent comme langue maternelle.

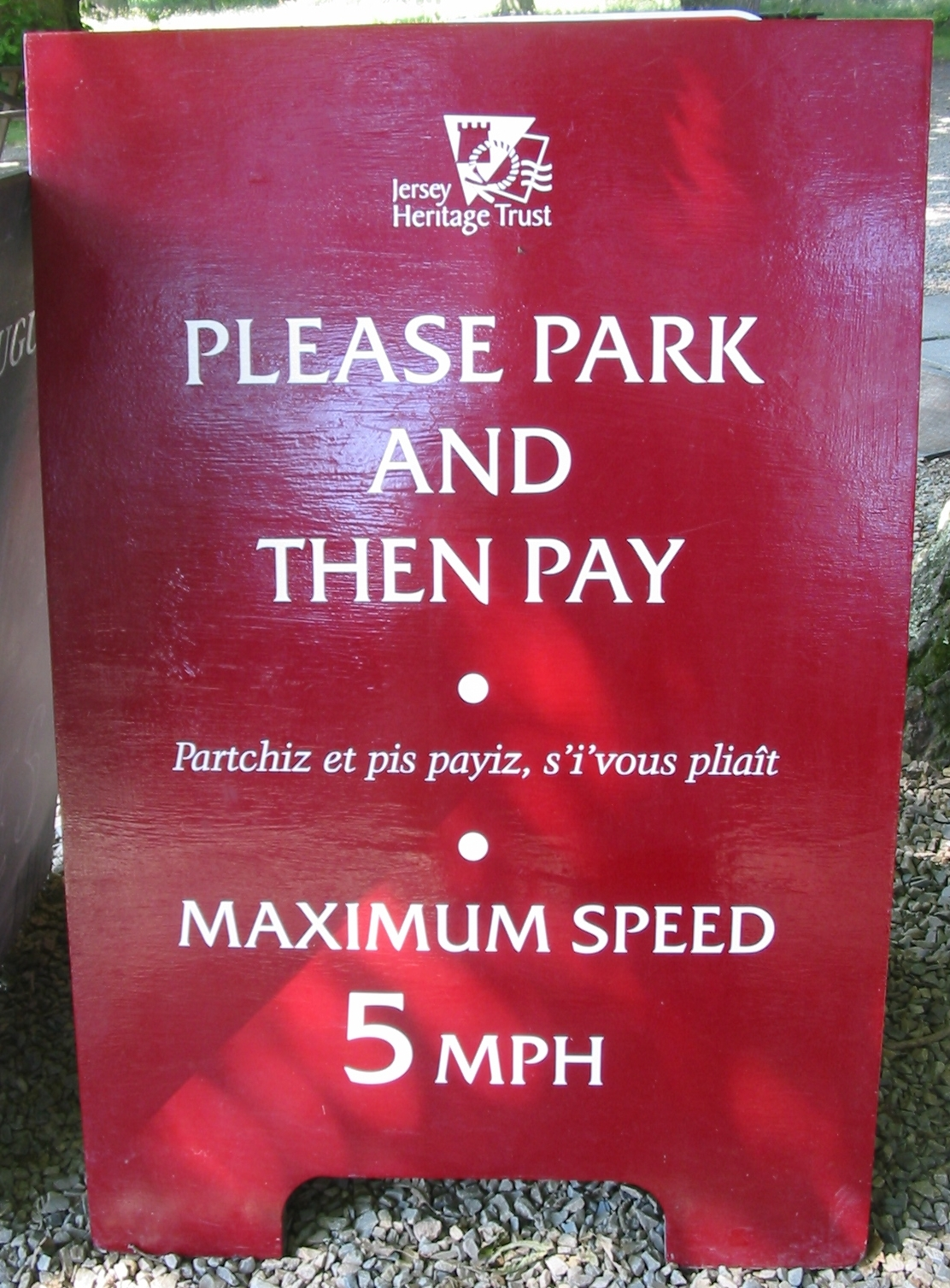
Panonceau bilingue anglais-jersiais, la première langue étant mise en valeur par rapport à la seconde.
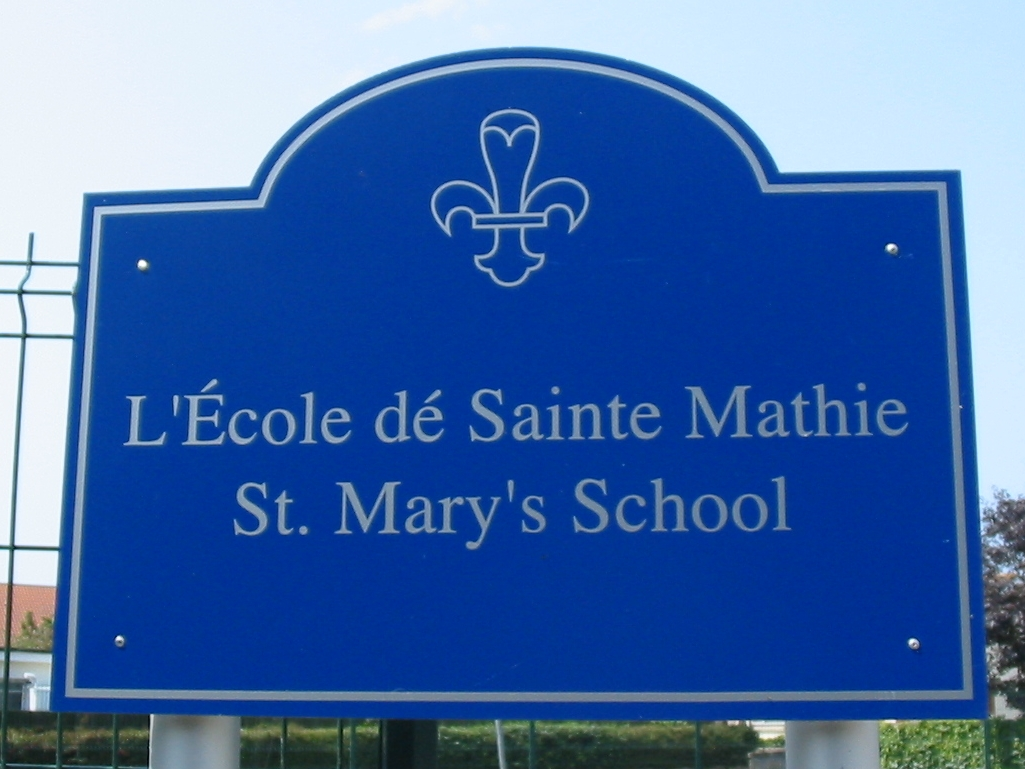
Panneau d’école bilingue.
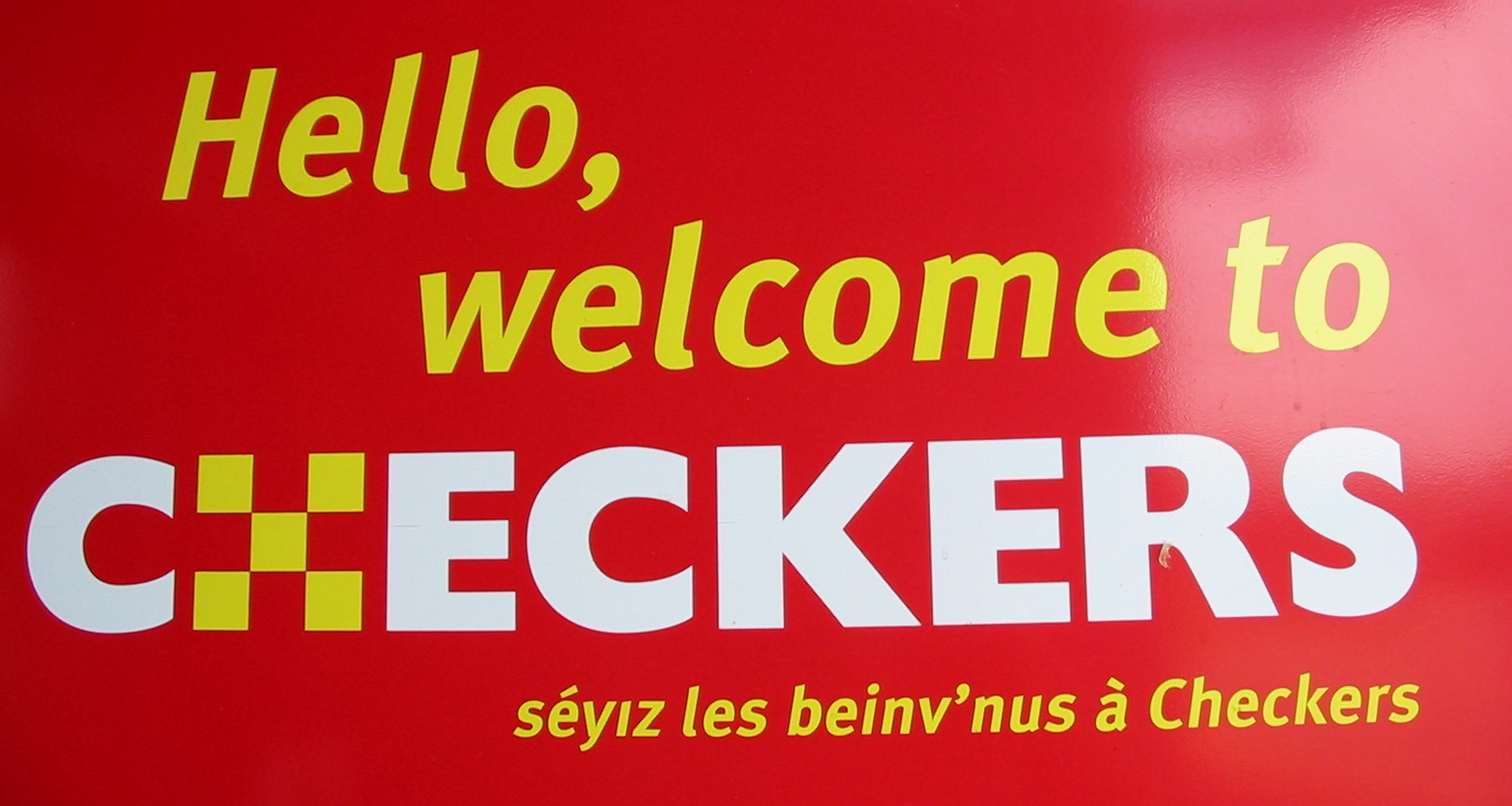
Panneau de supermarché bilingue.
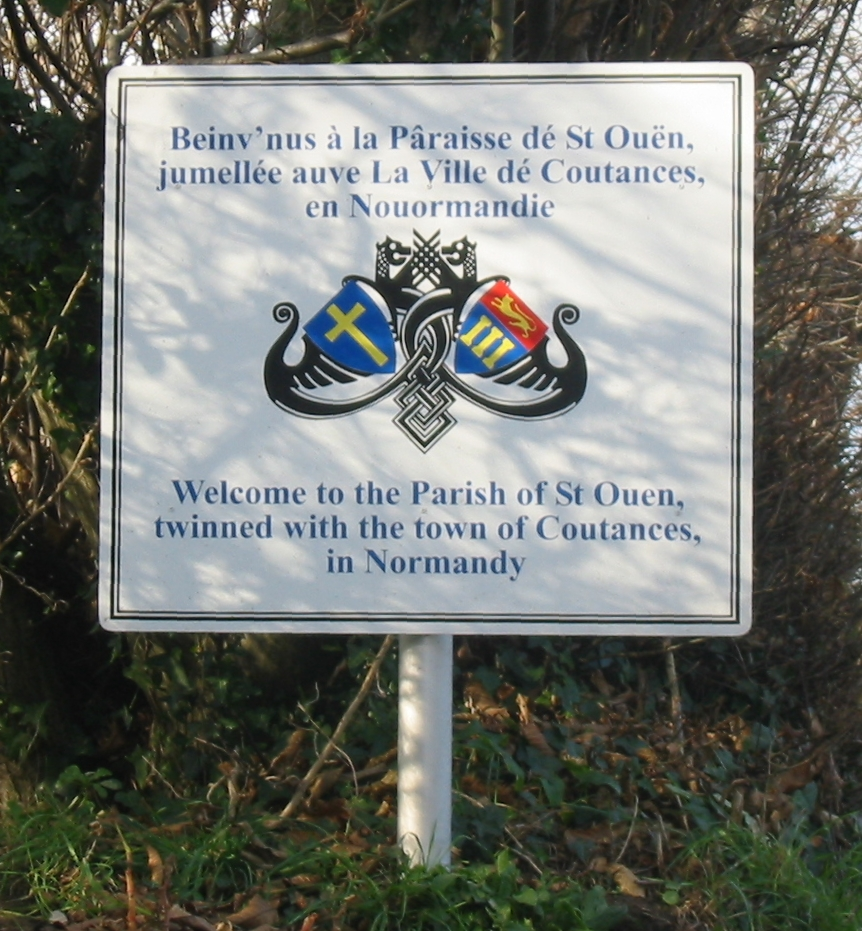
Panneau d’accueil bilingue, sur lequel anglais et jersiais sont sur un pied d’égalité.

## Portugais
Les immigrants portugais, principalement originaires de Madère, représentent 6,4 % de la population de Jersey, selon le CIA World Factbook, et 4,6 % du total de la population du bailliage utilise le portugais. On la retrouve fréquemment sur les affichages ou encore les notices.